# Östra Svarttjärnen, Medelpad
Östra Svarttjärnen är en sjö i Sundsvalls kommun i Medelpad och ingår i Selångersåns huvudavrinningsområde.